# كارستن بيلي
كارستن بيلي (بالإنجليزية: Karsten Bailey)‏ هو لاعب كرة قدم أمريكية أمريكي، ولد في 26 أبريل 1977 في نيونان في الولايات المتحدة.

## وصلات خارجية
- كارستن بيلي على موقع مرجع كرة القدم المحترفة.كوم (الإنجليزية)